# Orde van Verdienste voor de Universitaire Sport
De Orde van Verdienste voor de Universitaire Sport (Portugees: "Ordem do Mérito Desportivo Universitário" is een Braziliaanse Ridderorde. De Orde wordt sinds 5 augustus 1962 aan Brazilianen en vreemdelingen verleend voor het bevorderen van de sportbeoefening op de universiteiten. Ook zij die bijzonder in sport uitmunten komen voor de Orde in aanmerking. 